# Viaduc de Vilvorde
Le viaduc de Vilvorde fait partie du ring de Bruxelles. Venant de Grimbergen en direction de Machelen, le viaduc passe dans cet ordre, au-dessus du canal, de la Senne, du site de l'ancienne usine Renault, de la ligne de chemin de fer Bruxelles-Anvers et du boulevard de la Woluwe.
Le pont a été bâti en 1977 et le ring extérieur a été inauguré le 29 décembre 1977. Le ring intérieur a été inauguré un an plus tard.
Le pont a une longueur de 1 700 mètres, une hauteur de plus de 30 mètres et repose sur 22 rangées de piles.
Actuellement, le viaduc accueille 140 000 voitures par jour, le point de saturation étant de 180 000.

## Caractéristiques diverses
- 22 rangées de piliers
- Jonction : 162 m de longueur
- Tracé : arc de cercle de 700 m de rayon

## Travaux 2023-2031
Une fréquentation intense a entraîné une usure plus importante que ce que les ingénieurs avaient prévu au moment de sa construction. A l'issue d'une phase de consultation publique en 2021, En mars 2023, le gouvernement flamand a présenté les plans de réaménagement du Ring de Bruxelles. Les travaux de rénovation du viaduc de Vilvorde dureront huit ans selon Lydia Peeters, la ministre flamande de la Mobilité et des Travaux publics.

### Réalisation
Une rénovation à grande échelle a donc été décidée  concernant la structure globale du pont mais également sa structure porteuse ainsi que les voies de garage et l’intérieur de l’édifice.
- Sécurité : S'il n'y a pas de risque pour la sécurité actuelle, les autorités on souhaité anticiper l'usure du viaduc et éviter des problèmes ultérieurs sur ou sous le viaduc.
- Renforcement : en vue de permettre l'éloignement les transports exceptionnels lourds des zones résidentielles.
- Une quatrième voie. Le renforcement permettra également de supporter davantage de véhicules. Une quatrième voie pourrait être ouverte si elle était rendue nécessaire.
- Assainissement : retrait de couches de peinture contenant de l'amiante qui protège la structure en acier.
- Confort : Remplacement de l'ancien asphalte par une nouvelle couche, installation d'éclairages basse consommation, rénovations des glissières de sécurité

Première phase des travaux d'août 2023 à 2026. Les voitures circuleront sur les trois bandes et dans les deux sens. Vitesse limitée à 50 Km/h.
Seconde phase : 2027-2031. Circulation limitée à un sens ou l’autre sur les trois voies. Fortes perturbations du trafic.

### Budget des travaux
En 2019, Le coût initial du projet était d'environ 100 millions d’euros, estimation revue à la hausse en raison d’une hausse du prix des matières premières et de l’inflation, et du coût du désamiantage, la ministre flamande a évoqué un budget de 500 millions d'euros pour l'ensemble des travaux .

### Critiques
Les élus de Vilvorde craignent une augmentation des particules fines et de la pollution sonore, ainsi que le réaménagement de certaines zones en zone de chantier et attire un trafic important de camions.